# Xuân Tăng
Xuân Tăng là một phường thuộc thành phố Lào Cai, tỉnh Lào Cai, Việt Nam.

## Địa lý
Phường Xuân Tăng nằm ở phía đông nam thành phố Lào Cai, có vị trí địa lý:
- Phía đông giáp huyện Bảo Thắng với ranh giới là sông Hồng
- Phía tây giáp phường Pom Hán
- Phía nam giáp các xã Cam Đường và Thống Nhất
- Phía bắc giáp huyện Bảo Thắng và phường Bình Minh.

Phường Xuân Tăng có diện tích 9,03 km², dân số năm 2019 là 5.422 người, mật độ dân số đạt 600 người/km².

## Hành chính
Phường Xuân Tăng được chia thành 14 tổ dân phố đánh số từ 1 đến 14.

## Lịch sử
Sau năm 1954, địa bàn phường Xuân Tăng hiện nay là một phần xã Cam Đường thuộc huyện Bảo Thắng, tỉnh Lào Cai.
Ngày 16 tháng 1 năm 1979, xã Cam Đường được sáp nhập vào thị xã Cam Đường.
Ngày 17 tháng 4 năm 1979, thị xã Cam Đường sáp nhập vào thị xã Lào Cai (lúc này thuộc tỉnh Hoàng Liên Sơn), xã Cam Đường thuộc thị xã Lào Cai.
Ngày 17 tháng 9 năm 1981, Ủy ban nhân dân tỉnh Hoàng Liên Sơn ban hành Quyết định số 1218/QĐ-UBND thành lập phường Xuân Tăng trên cơ sở một phần diện tích và dân số của xã Cam Đường.
Ngày 9 tháng 6 năm 1992, thị xã Cam Đường được tái lập, phường Xuân Tăng chuyển sang trực thuộc thị xã Cam Đường. Tuy nhiên, đến ngày 31 tháng 1 năm 2002, toàn bộ diện tích và dân số của thị xã Cam Đường được sáp nhập trở lại thị xã Lào Cai, phường Xuân Tăng lại thuộc thị xã Lào Cai.
Ngày 30 tháng 11 năm 2004, phường Xuân Tăng thuộc thành phố Lào Cai mới thành lập.
Đến năm 2019, phường Xuân Tăng có diện tích 3,38 km², dân số là 1.752 người, mật độ dân số đạt 518 người/km².
Ngày 11 tháng 2 năm 2020, Ủy ban Thường vụ Quốc hội ban hành Nghị quyết số 896/NQ-UBTVQH14 về việc sắp xếp các đơn vị hành chính cấp huyện, cấp xã thuộc tỉnh Lào Cai (nghị quyết có hiệu lực từ ngày 1 tháng 3 năm 2020). Theo đó, điều chỉnh 4,00 km² diện tích tự nhiên và 2.250 người của phường Bình Minh; 1,65 km² diện tích tự nhiên và 1.420 người của phường Thống Nhất vào phường Xuân Tăng.
Sau khi điều chỉnh, phường Xuân Tăng có diện tích 9,03 km², dân số là 5.422 người.